# Feuerbock

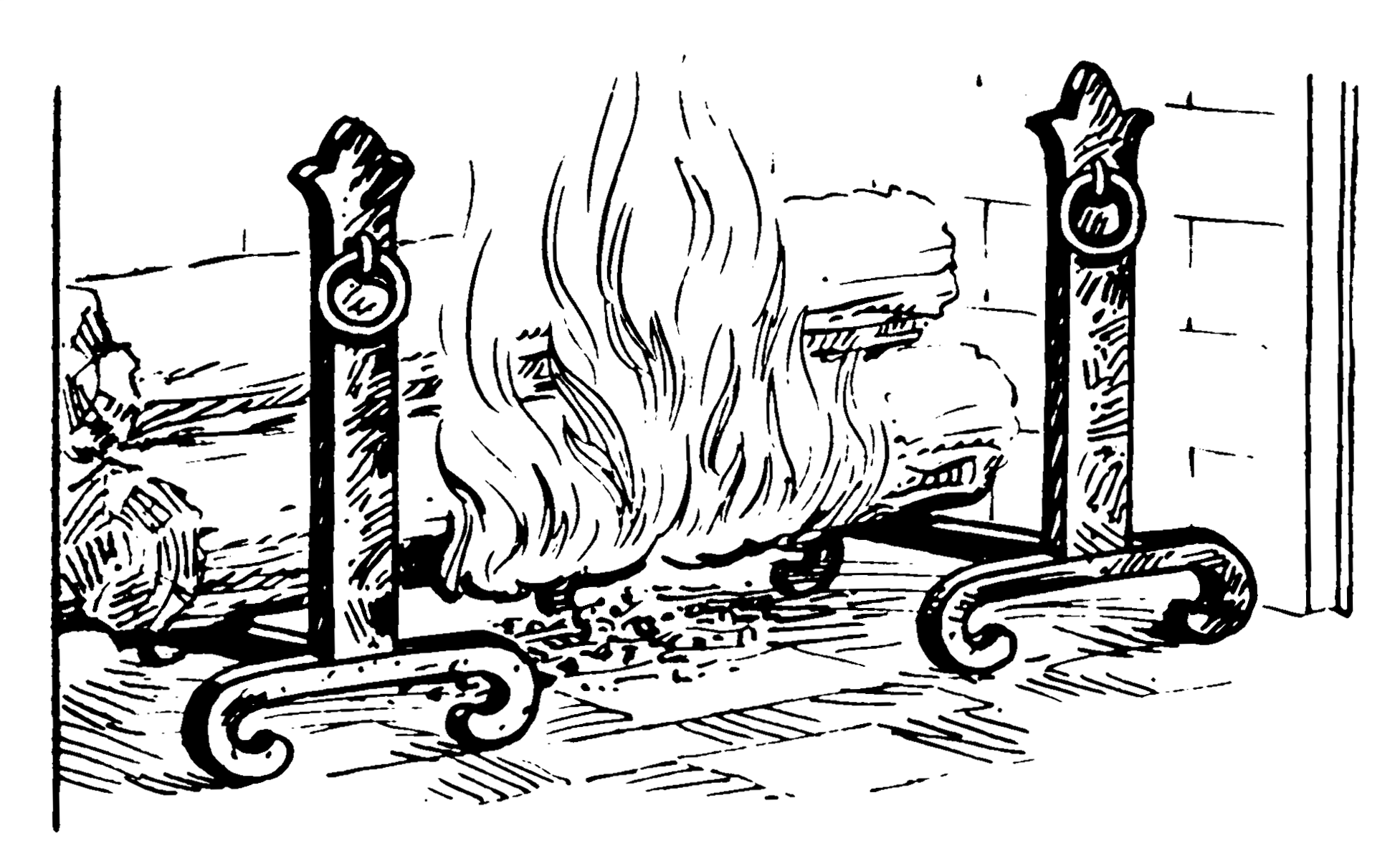
Graphische Darstellung der Funktion eines Feuerbockpaares

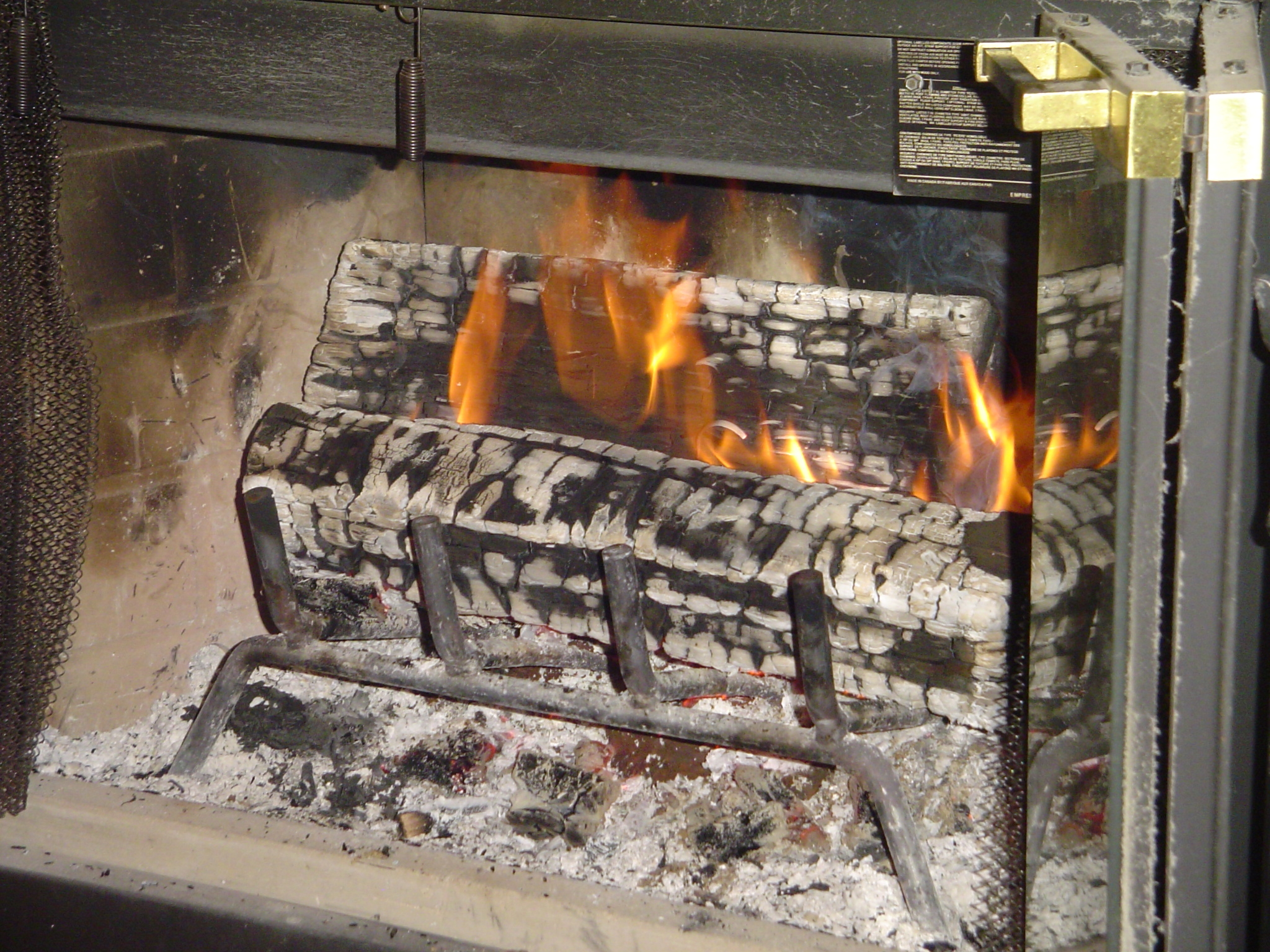
Moderner rostartiger Feuerbock in einem offenen Kamin

Ein Feuerbock, auch Feuerross, Feuerhund oder Brandbock genannt, ist ein meist zweiteiliges Gestell in einer Feuerstelle, auf das das Feuerholz gelegt wird. Durch die erhöhte Lage wird die Luftzufuhr von unten zum Brennmaterial verbessert und dadurch eine bessere und heißere Verbrennung gewährleistet.
Archäologische Fundstücke unterschiedlicher Zeitstellung aus Keramik oder Eisen, die den eigentlichen Feuerböcken ähneln, deren Funktion jedoch nicht geklärt ist, werden ebenfalls „Feuerbock“ genannt.

## Geschichte und Gebrauch
Schon im prädynastischen Ägypten wurden Feuerböcke genutzt.
In der jüngeren Eisenzeit kommen Feuerböcke aus Eisen zum Vorschein; so wurden zum Beispiel aus den Günzschottern bei Oberried ein Paar von Feuerböcken ausgebaggert, die zu den typischen Exemplaren der Latènezeit (500–15 v. Chr.) zählen (heute im Archäologischen Museum Neu-Ulm).
Feuerböcke waren das ganze Mittelalter über und in der Neuzeit in Gebrauch, meistens als Gestell aus zwei durch eine Kette oder eine Querstange verbundenen Füßen oder Böcken, das vor dem Kamin zum Auflegen des Holzes diente. Es gibt italienische (besonders venezianische), französische und deutsche Feuerböcke aus der Renaissancezeit und anderen Kunstepochen, die mit Ornamenten und Figuren verziert sind.

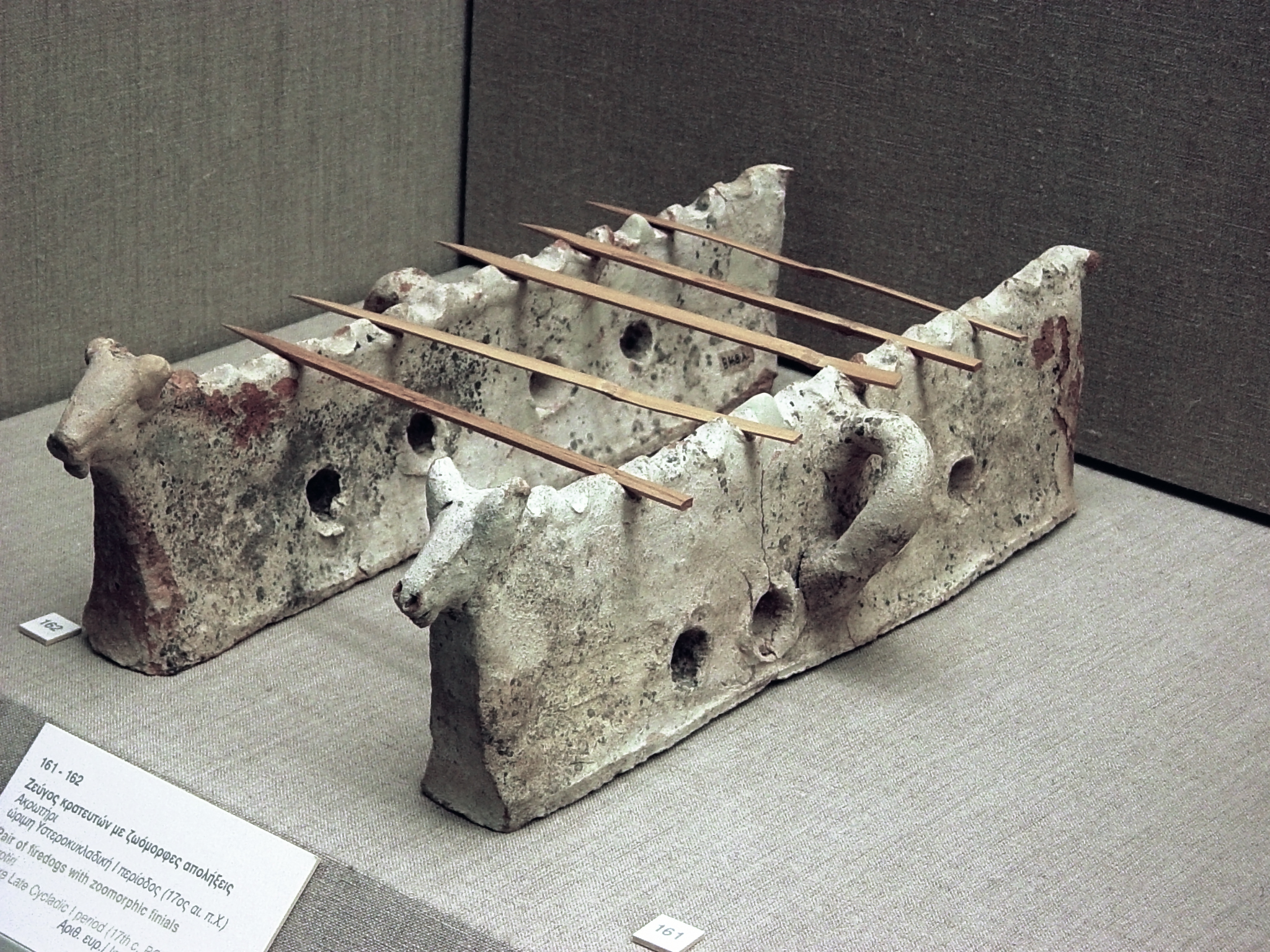
Bronzezeitlicher Feuerbock aus Akrotiri, Griechenland
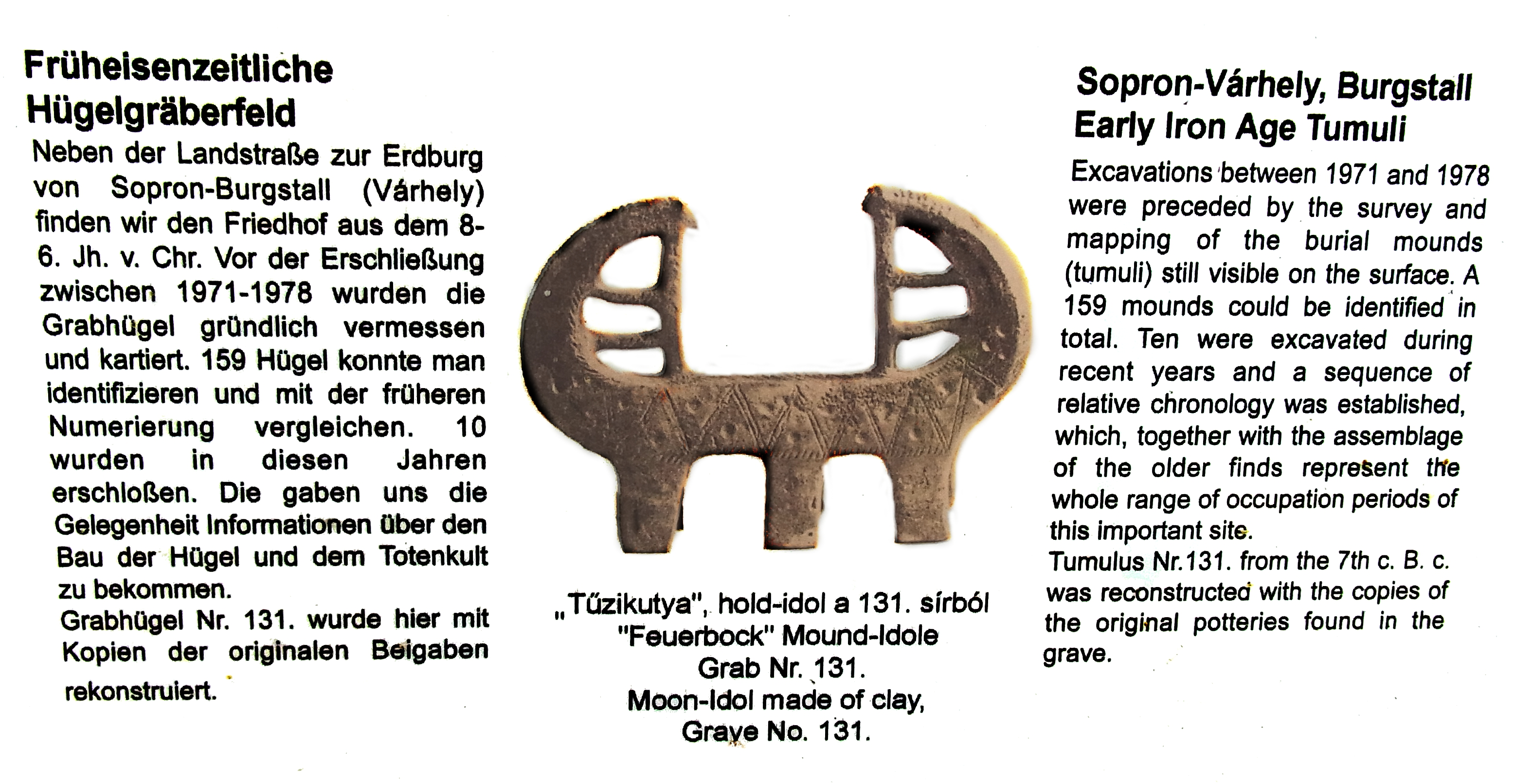
Keltischer Feuerbock vom Gräberfeld von Sopron
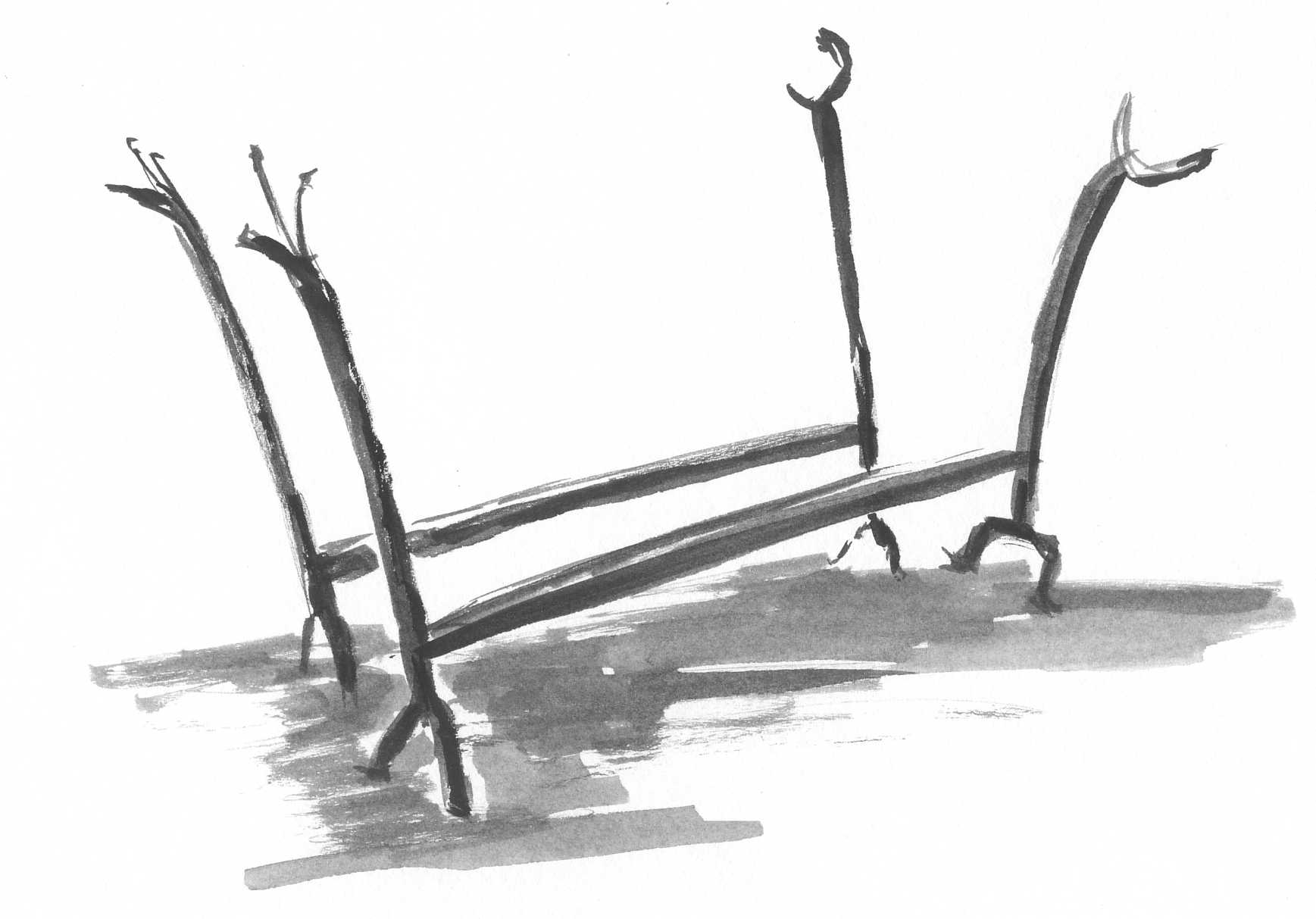
Eisenzeitliches Feuerbockpaar
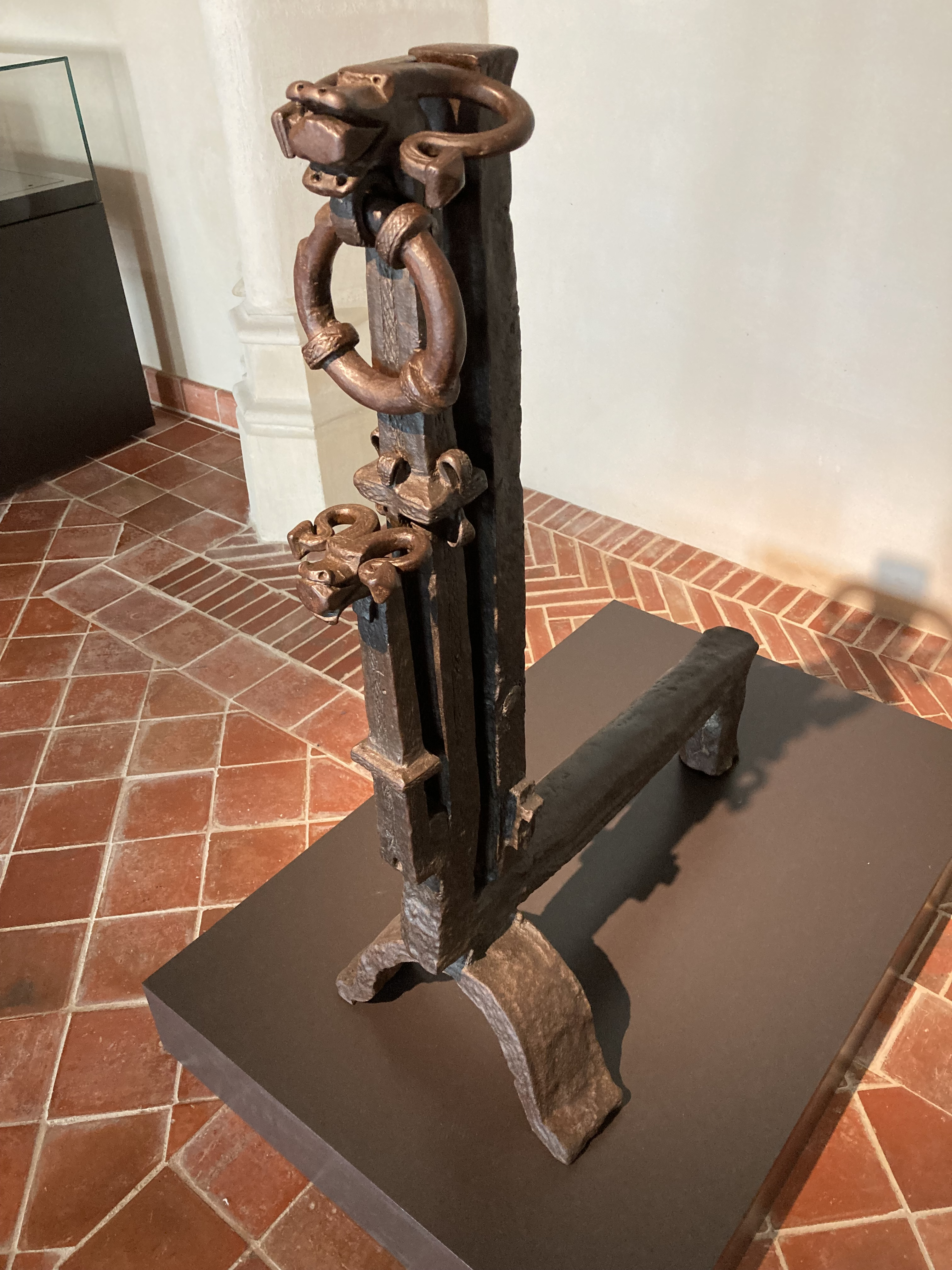
Feuerbock der Herzöge von Burgund, Ende 14. Jahrhundert
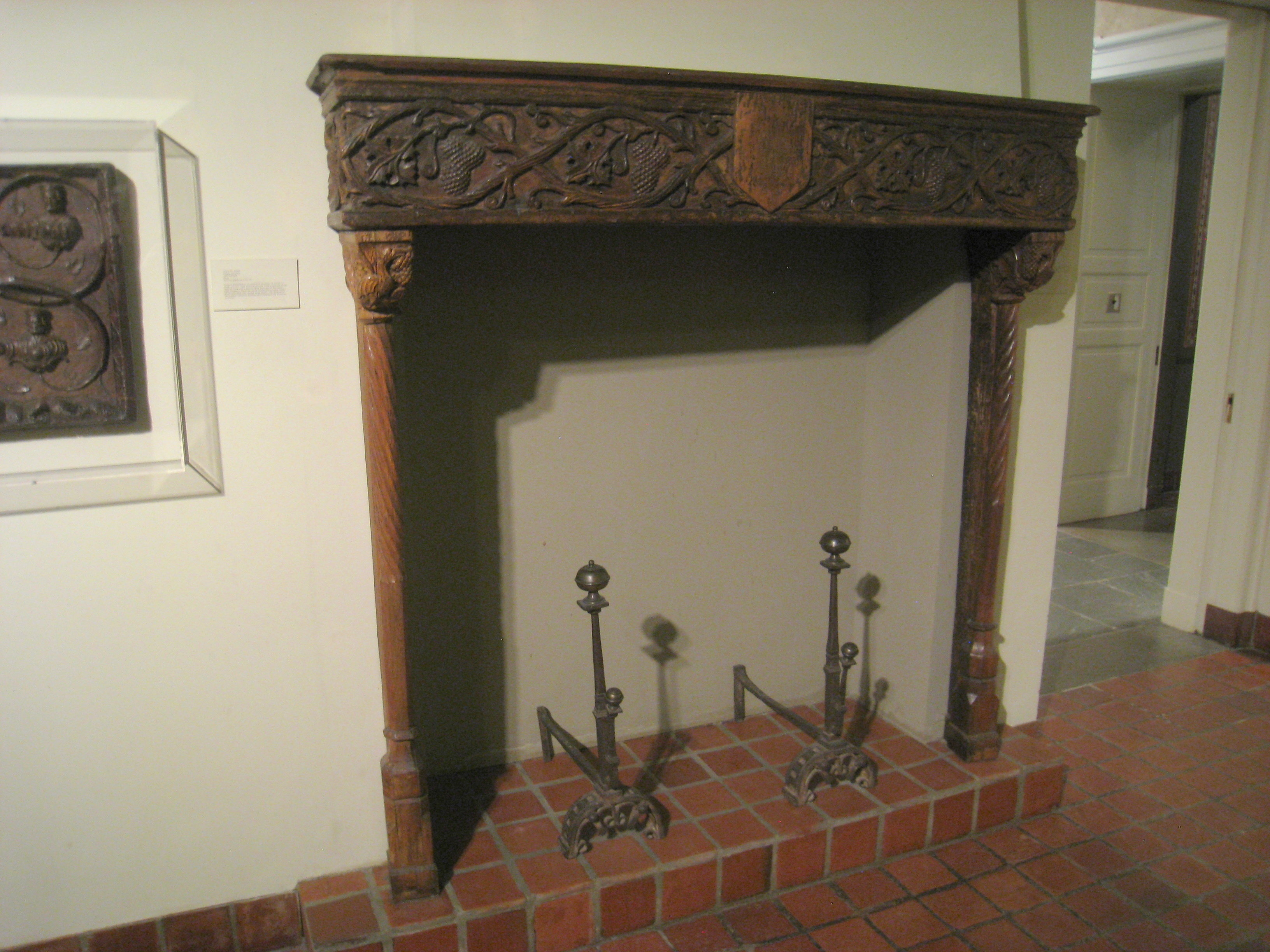
Italienische Feuerböcke, 16. oder 17. Jahrhundert
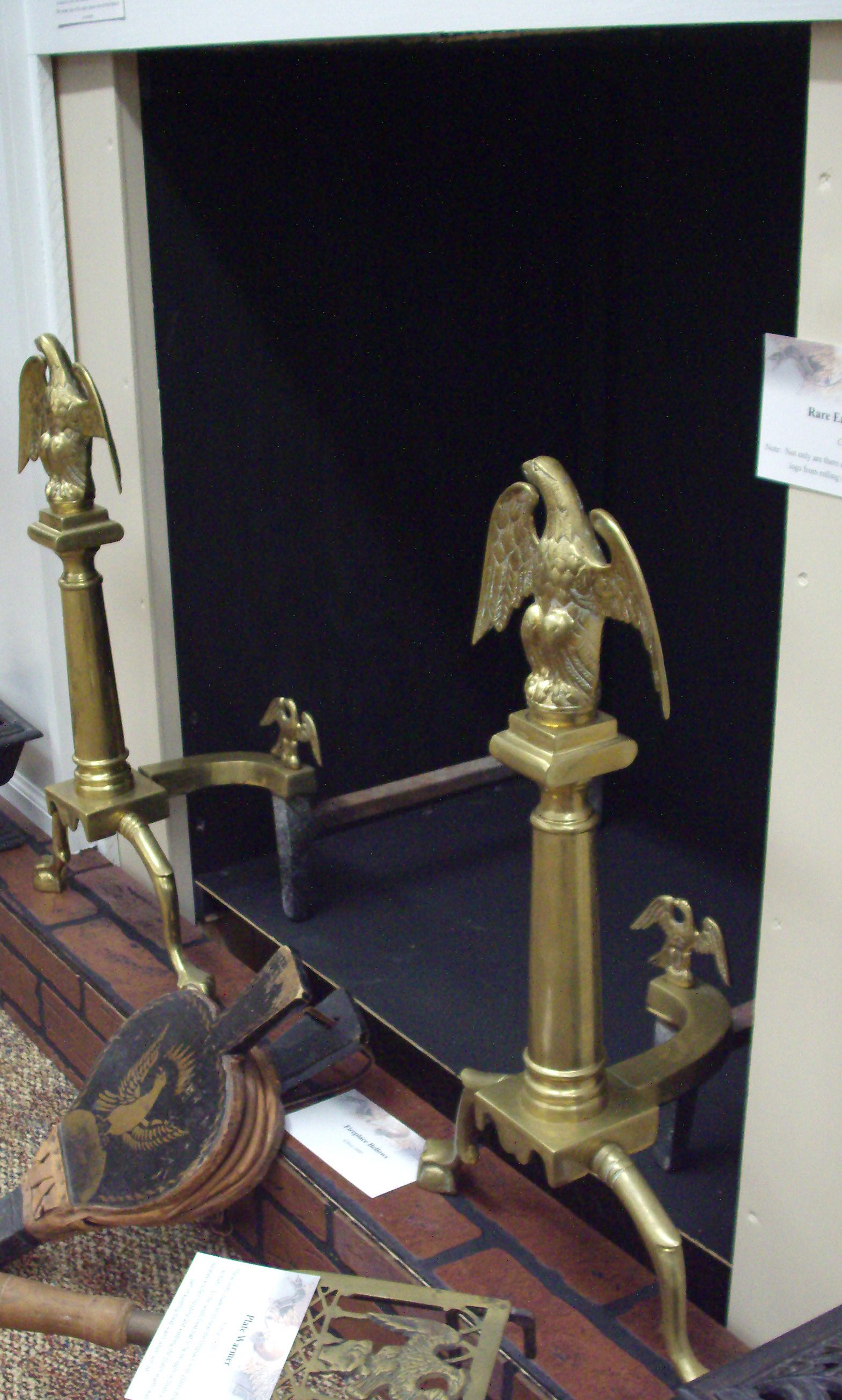
US-amerikanische Adler-Feuerböcke („eagle andirons“), ca. 1900

## Zierfachwerk
Als „Feuerböcke“ werden im Bauwesen auch Zierteile in Fassaden des Holzfachwerks bezeichnet, deren geschwungene x-Strebenform an einen Feuerbock erinnert.

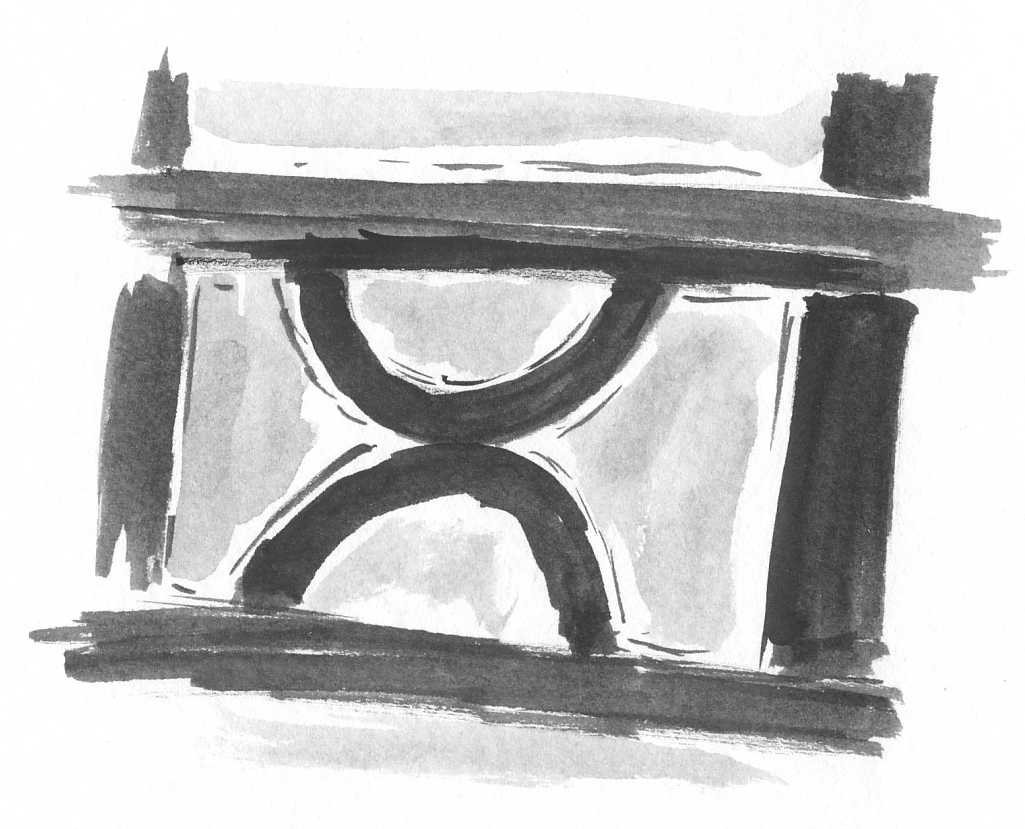
Graphische Darstellung: Fachwerk-Feuerbock
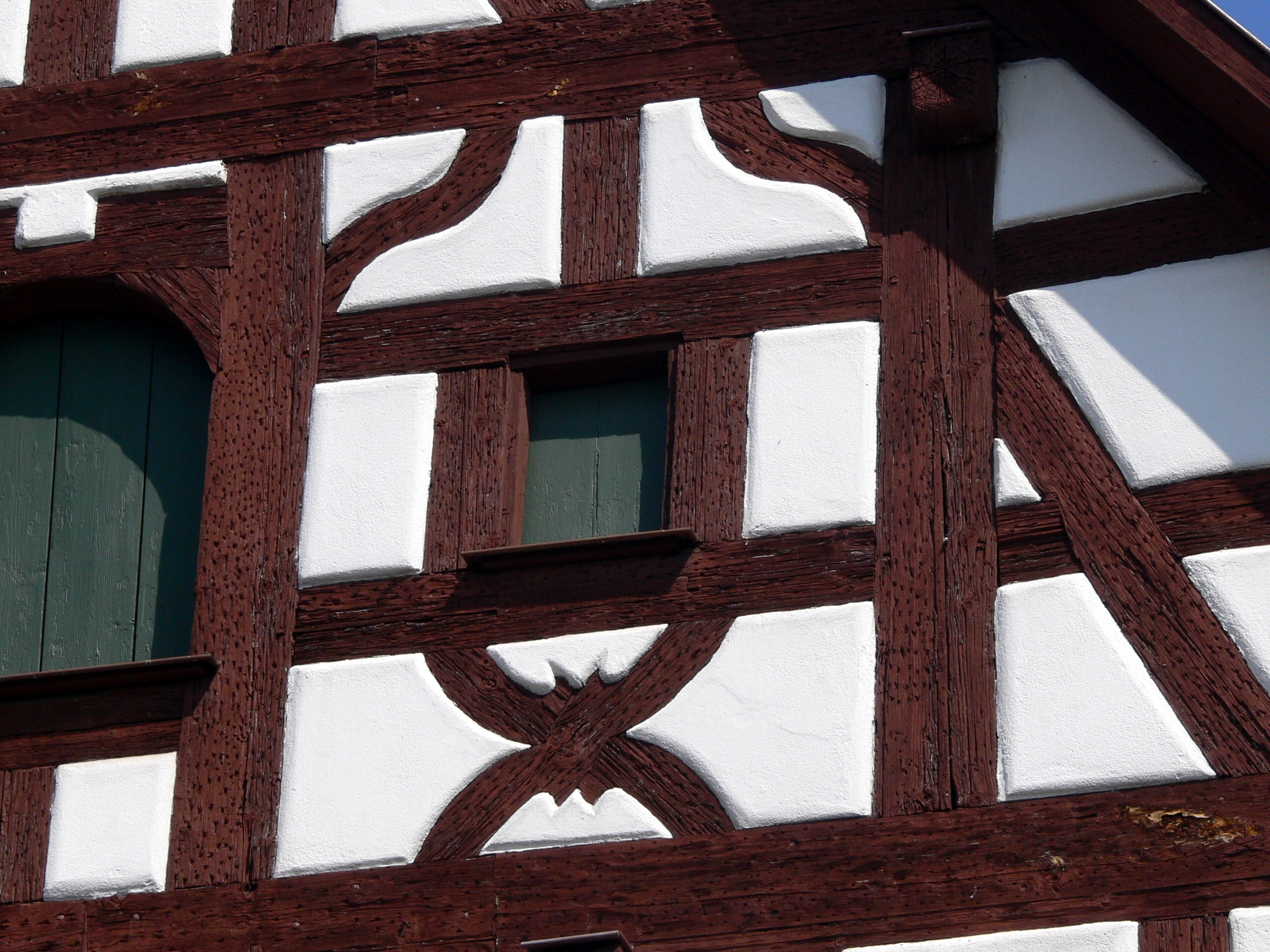
Ammerndorf, Gasthaus zur Sonne

## Weiteres
Einen Feuerbock führen die Marktgemeinde Tieschen in der Steiermark und der Büdinger Stadtteil Büches in ihren Wappen.

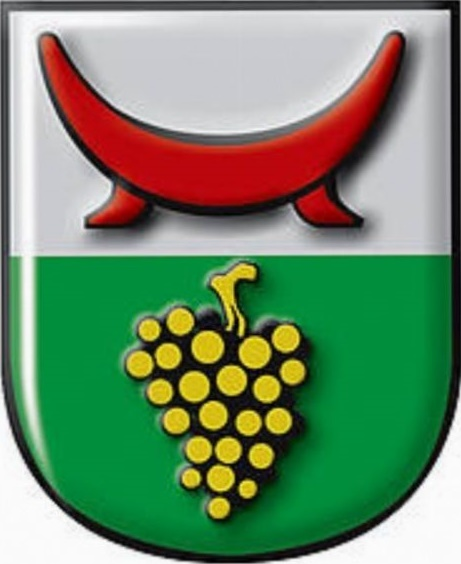
Wappen von Tieschen
Wappen von Büches